# معركة تشيرينيولا
دارت معركة تشيرنيولا في 28 أبريل 1503 بين الجيوش الإسبانية والفرنسية في تشيرينيولا قرب باري في جنوب إيطاليا. تعرف المعركة بأنها الأولى في التاريخ التي تحسمها الأسلحة النارية الصغيرة.